# Танака, Фумиаки
Фумиаки Танака (яп. 田中史朗, родился 3 января 1985 года в Токио) — японский профессиональный регбист, выступающий на позиции скрам-хава (полузащитника схватки) за сборную Японии, клубы «Санвулвз» в чемпионате Супер Регби и «Панасоник Уайлд Найтс» в чемпионате Японии. Первый в истории Супер Регби японский регбист (вторым был Аюму Горомару).

## Игровая карьера
Танака окончил школу Фусими с углублённым изучением точных наук и Киотский университет Сангё. В 2007 году стал игроком «Панасоник Уайлд Найтс», играл в одном составе с флай-хавом сборной Новой Зеландии Тони Брауном, который оказал большое влияние на игру Фумиаки и помог ему достичь высокого уровня выступления. Проведя первый сезон в Топ-Лиге 2007/2008, он попал в символическую сборную вместе с Брауном и получил приз лучшего новичка года.
3 мая 2008 года Танака дебютировал матчем за Японию против сборной Арабского залива, выйдя на замену, а японцы разгромили арабскую команду со счётом 114:6. Со временем Танака, набравшись международного опыта, стал игроком основы сборной Японии на позиции скрам-хава и ключевым спортсменом «храбрых цветов». В сезонах 2008/2009 и 2010/2011 он снова завоевал место в символической сборной Японии.
После чемпионата мира Фумиаки Танака и Сёта Хориэ перешли в новозеландский клуб «Отаго», тренером которого стал Тони Браун, одноклубник Танаки. Благодаря выступлению в Кубке ITM 2012 года Танака удостоился похвалы от газеты New Zealand Herald, также его высоко оценил Браун, назвав Танаку «игроком мирового класса», и фанаты клуба.
В сезоне 2013 года Фумиаки Танака вошёл в историю, став первым в истории Супер Регби японским легионером: его командой стал клуб «Хайлендерс». Интерес мировых СМИ к нему был настолько велик, что, по некоторым данным, у него взяли больше интервью журналисты, чем у кого-либо из новозеландцев-чемпионов мира 2011 года. Японские телеканалы NHK и WOWOW сняли несколько документальных фильмов, также он стал участником телепроекта Total Rugby и попал на страницы New York Times. В команде серьёзную конкуренцию ему составлял Аарон Смит, регулярный игрок «Олл Блэкс», однако Танака в матче против «Блюз», своём втором в карьере, удостоился похвалы даже от директора IRB Бретта Госпера.
В июне 2013 года Танака помог сборной Японии одержать историческую победу над Уэльсом 23:8 и в очередной раз удостоился комплиментов от прессы. Перед матчем чемпионата мира 2015 года против сборной ЮАР Танака в интервью СМИ говорил, что у японской сборной не будет шансов против южноафриканцев, а против Шотландии японцы должны были побороться. Однако в реальности случилось всё наоборот: в стартовой игре против «Спрингбокс» японцы одержали сенсационную победу 34:32, а Танака стал лучшим игроком встречи; шотландцам же японцы проиграли 10:45, заняв 3-е место в группе.

## Особенности внешности
Танака является одним из самых низкорослых регбистов мира при росте 166 см и массе 72 кг. Он стал самым низкорослым игроком чемпионата мира 2011 года и является самым низкорослым регбистом чемпионата Супер Регби, что он считает собственным преимуществом. Перед началом каждого сезона Танака регулярно бреется наголо.